# Parafia Przemienienia Pańskiego w Porudominie
Parafia Przemienienia Pańskiego w Porudominie – rzymskokatolicka parafia znajdująca się w archidiecezji wileńskiej, w dekanacie trockim, na Litwie.
Do parafii należą świątynie:
- kościół pw. Przemienienia Pańskiego w Porudominie – msze święte w językach polskim i litewskim[1]
- kaplica w Prudziszczach – msze święte w języku litewskim[2]
- kaplica w Mariampolu – msze święte w języku polskim[3].

## Historia
W XVI w. zbudowano tutaj cerkiew unicką, a kolejną w 1776. Pod zaborami, kiedy władze carskie likwidowały Cerkiew unicką, świątynia została kaplicą filialną rzymskokatolickiej parafii w Rudominie. W ramach represji popowstaniowych w 1867 została ona zamknięta i następnie zburzona. Kolejny kościół powstał w 1908, a współczesny pochodzi z 1922. W 1925 erygowano przy nim parafię.
Parafia działała nieprzerwanie przez cały okres komunizmu.